# Rouzbeh Cheshmi
Rouzbeh Cheshmi (Perso: روزبه چشمی; Teerã, 24 de julho de 1993) é um futebolista iraniano que atua como zagueiro. Atualmente joga pelo Esteghlal.

## Carreira
Foi convocado para defender a Seleção Iraniana de Futebol na Copa do Mundo de 2018.

## Títulos
Esteghlal
- Copa Hazfi: 2017–18
- Iran Pro League: 2021–22
- Supercopa do Irão: 2022